# Woiwodschaft Polesien
Die Woiwodschaft Polesien (polnisch Województwo Poleskie) war in den Jahren 1921 bis 1939 eine Woiwodschaft der Zweiten Polnischen Republik. Der Sitz der Verwaltung und die Hauptstadt war Brześć nad Bugiem (heute Brest).

## Lage und Größe
Die Woiwodschaft mit den Städten Brześć, Pińsk, Dawidgródek, Kobryń und Prużana erstreckte sich über den mittleren Teil von Ostpolen.
Sie grenzte im Norden an die Woiwodschaft Nowogródek, im Osten an die Sowjetunion, im Süden an die Woiwodschaft Wolhynien, im Südwesten an die Woiwodschaft Lublin und im Nordwesten an die Woiwodschaft Białystok.
Die Landschaft war geprägt durch das Sumpfgebiet von Polesien (Prypjatsümpfe). Nach den statistischen Angaben vom 1. Januar 1937 waren 33,3 % der Landfläche von Wald bewachsen, weitaus mehr als die 22,2 % im staatlichen Durchschnitt.
1921 umfasste die Woiwodschaft eine Fläche von 42.280 km². Die 17 Städte und 113 Landgemeinden waren in 10 Powiats gegliedert. Nach der Ausgliederung des Powiats Sarny in die Woiwodschaft Wolhynien 1930 betrug die Fläche 1939 nur noch 36.668 km².

## Geschichte
Die Woiwodschaft entstand am 19. Februar 1921 nach dem Ende der Kampfhandlungen im Verlauf des Polnisch-Sowjetischen Krieges, die Hauptstadt lag zunächst in Pińsk, am 23. März 1923 wurde der Sitz dann offiziell nach Brześć verlegt.
Am 1. Januar 1923 wurde aus Gemeinden der Powiats Łuniniec, Sarny und Pińsk der Powiat Stolin geschaffen, am 16. Dezember 1930 wurde der Powiat Sarny aus der Woiwodschaft ausgegliedert und der Woiwodschaft Wolhynien angegliedert. Am 1. April 1935 wurde der Powiat Kosów durch Verlegung des Hauptorts in Powiat Iwacewicze umbenannt.
Im September 1939 wurde die Woiwodschaft im Verlauf des Zweiten Weltkrieges durch die Sowjetische Besetzung Ostpolens sowjetisch und nach dem Überfall auf die Sowjetunion 1941 durch Deutschland besetzt.
Nach dem Ende des Zweiten Weltkriegs wurde das Gebiet der Woiwodschaft ein Teil der Sowjetunion (Belarussische SSR).

## Bevölkerung

### Volkszählung 1921
Die Volkszählung vom 30. September 1921 ermittelte folgende „Nationalitäten“ (Volkszugehörigkeiten):
Nationalitäten nach dem Zensus 1921
| Nationalität | Zahl    | Prozent  |
| ------------ | ------- | -------- |
| Belarussen   | 375.220 | 42,60 %  |
| Polen        | 214.052 | 24,30 %  |
| Ruthenen     | 156.142 | 17,73 %  |
| Juden        | 91.251  | 10,36 %  |
| Poleschuken  | 38.565  | 4,38 %   |
| Russen       | 4.303   | 0,49 %   |
| Deutsche     | 905     | 0,10 %   |
| Andere       | 460     | 0,05 %   |
| Gesamt       | 880.898 | 100,00 % |

1. ↑  Die Kategorie „Ukrainer“ gab bei der Volkszählung 1921 nicht.

## Administrative Unterteilung (1934)

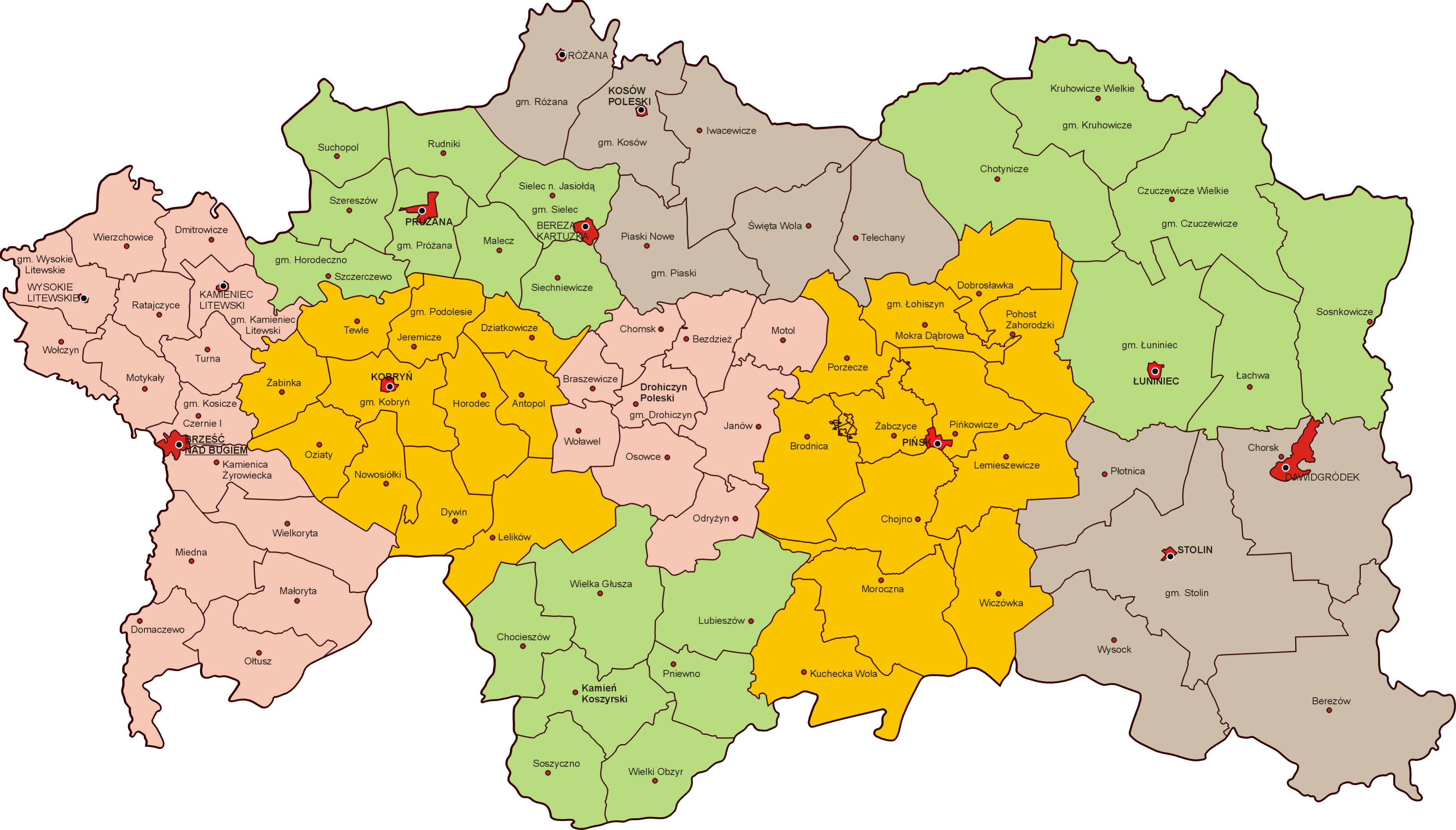
Verwaltungs-Karte, 1939

Powiat Brześć bestehend aus den Städten Brześć nad Bugiem, Kamieniec Litewski und Wysokie Litewskie sowie den Gminas:
- Dmitrowicze
- Domaczewo
- Kamienica Żyrowiecka
- Kamieniec Litewski
- Kosicze
- Małoryta
- Miedna
- Motykały
- Ołtusz
- Ratajczyce
- Turna
- Wielkoryta
- Wierzchowice
- Wołczyn
- Wysokie Litewskie

Powiat Drohiczyn bestehend aus den Städten Janów und Motol sowie den Gminas:
- Bezdzież
- Braszewicze
- Chomsk
- Drohiczyn
- Janów
- Motol
- Odryżyn
- Osowce
- Woławel

Powiat Kobryń bestehend aus den Städten Antopol, Dywin und Kobryń sowie den Gminas:
- Antopol
- Dywin
- Dziatkowicze
- Horodec
- Kobryń
- Lelików
- Matiasy
- Nowosiółki
- Oziaty
- Podolesie
- Tewle
- Żabinka

Powiat Kosów bestehend aus den Städten Kosów Poleski und Różana sowie den Gminas:
- Iwacewicze
- Kosów
- Piaski
- Różana
- Święta Wola
- Telechany

Powiat Kamień Kaszyrski bestehend aus den Gminas:
- Borowno
- Chocieszów
- Kamień Koszyrski
- Lubieszów
- Lelików
- Soszyczno
- Pniewno
- Wielka Głusza

Powiat Łuniniec bestehend aus den Städten Kożangródek, Łachwa und Łuniniec sowie den Gminas:
- Chotynicze
- Czuczewicze
- Kruhowicze
- Lenin
- Łachwa
- Łuniniec

Powiat Pińsk bestehend aus den Städten Łohiszyn, Pińsk und Serniki sowie den Gminas:
- Brodnica
- Chojno
- Dobrosławka
- Kuchecka Wola
- Lemieszewicze
- Łohiszyn
- Moroczna
- Pinkowicze
- Pohost Zahorodzki
- Porzecze
- Wiczówka
- Żabczyce

Powiat Prużana bestehend aus den Städten Prużana, Bereza Kartuska und Szereszów sowie den Gminas:
- Horodeczno
- Malecz
- Prużana
- Rudniki
- Siechniewicze
- Sielec
- Suchopol
- Szereszów

Powiat Stolin bestehend aus den Städten Dawidgródek, Stolin und Wysock sowie den Gminas:
- Berezów
- Chorsk
- Płotnica
- Stolin
- Wysock

## September 1939 und seine Nachwirkungen
Im September 1939 überfielen deutsche und sowjetische Truppen Polen, wobei das Land und die Woiwodschaft Polesien der Belarussischen Sowjetrepublik sowie zu kleinen Teilen der Ukrainischen Sowjetrepublik einverleibt wurden. Nach 1945 verblieb das Gebiet bei der Sowjetunion, heute gehört die ehemalige Woiwodschaft Polesien in großen Teilen zu Belarus, ein kleiner Teil im Süden zur Ukraine Oblast Wolyn und Oblast Riwne an.